# Земмеринг (горнолыжный курорт)
Земмеринг — старейший горнолыжный курорт Европы, который находится в 1 ч. (100 км) езды от Вены. Основанный еще в 1888 году, сегодня он является классическим австрийским курортом круглогодичного функционирования с горнолыжными и санными трассами зимой и современным велопарком, пешеходными маршрутами и горными озерами летом.
Городок Земмеринг находится в южно-австрийской провинции Neunkirchen. Известная здравница и лыжный курорт, он несколько раз был избран официальным местом проведения Кубка Мира по горнолыжному спорту. Туристический бум здесь начался после постройки железной дороги в 1854 году. Хотя сейчас туристов меньше, по данным отелей, в каждом году фиксируется около 100.000 гостей. В 2001 году, население городка насчитывало 610 человек.

## История
На протяжении 19 столетия, курортный городок Semmering пользовался успехом у венской аристократии.
Новую жизнь это место получило после прокладки железной дороги, в 1854. На поезде стало возможно преодолевать расстояние от Вены всего за несколько часов, которые незаметно пролетали за созерцанием местных красот.
Semmering был популярным местом для отдыха даже во времена до создания Австрийской Империи. Особенно его любили художники, которых вдохновляла красота природы.
Благодаря старинным виллам и нетронутой природе, Semmering имеет свой уникальный шарм. С начала 20 столетия, в регионе начал развиваться горнолыжный спорт. Даже сейчас, зимний и летний туризм, оздоровление и культурные события - главные статьи дохода жителей этих мест.

## Расположение
Земмеринг находится примерно в 95 км к югу от Вены и в 110 км от Граца, на границе между Нижней Австрией и Штирией.

## Отдых
Горнолыжный сезон длится здесь с середины ноября по начало апреля.
Летом курорт превращается в оздоровительный и спортивный центр для всей семьи, а также в место проведения экстремальных велособытий. Земмеринг часто становится площадкой для проведения масштабных мероприятий.

## Проживание
В Земмеринге расположено 19 отелей.

## Интересные факты
- Земмерингская железная дорога в 1998 году была объявлена объектом всемирного наследия ЮНЕСКО. Также она является первой в Европе горной железной дорогой.
- Земмеринг регулярно принимает этапы Кубка мира по горнолыжному спорту